# Мельников, Андрей Жанович
Андре́й Жа́нович Ме́льников (род. 7 июля 1980, Днепропетровск) — украинский актёр театра и кино, Заслуженный артист Украины (2013).

## Биография
Андрей Мельников родился 7 июля 1980 года в городе Днепропетровске в театральной семье. Отец — Народный артист Украины Жан Мельников.
С 1995 по 1999 года учился в Днепропетровском театрально-художественном колледже по специальности актёр драматического театра (курс режиссёра-педагога Нелли Пинской), по окончании которого по распределению попадает в Днепропетровский академический театр русской драмы им. М. Горького. Уже будучи актёром театра, получает специальность — менеджер организаций, менеджер внешне экономической деятельности в Национальный горный университет (2001—2009).
С 1999 года — ведущий актёр Днепропетровского театра русской драмы им. М. Горького. В 2013 присвоено звание заслуженного артиста Украины

## Театральные работы

### Дипломные работы вДнепропетровском театрально-художественном колледже
- «Продавец дождя» Р. Нэша; режиссёр-педагог Н. Пинская — Джим
- «Моя любовь, Электра» Ласло Дюрко; режиссёр Вадим Пинский — Хор / Диоген
- «Дамы и гусары» А. Фредро; режиссёр-педагог Н. Пинская — поручик Эдмунд
- «Олеся» М. Кропивницкого; режиссёр-педагог Н. Пинская — Лёвка
- «Русалочка» пластический спектакль по мотивам сказки Х. К. Андерсена
- «Емеля» русская народная сказка; режиссёр Григорий Бабий-Богомаз — Воевода

### Днепропетровский академический театр русской драмы им. М. Горького
- 1999 — «Король Лир» Шекспира; реж. Вадим Пинский — Герольд
- 1999 — «Дубровский» А. Пушкина; реж. Владимир Саранчук — Гриша
- 2000 — «Сладкоголосая птица юности» Т. Уильямса; реж. Вадим Пинский — Том Финли-младший
- 2000 — «Приключения Буратино в новогоднюю ночь» А. Козловского — Артемон
- 2001 — «Кукушкины слезы, или Театральный романс» А. Толстого; реж. Владимир Саранчу
- 2001 — «Игроки» Н. Гоголя; реж. Владимир Жевора — Алексей
- 2002 — «Искусство преступления» Е. Шеффер; реж. Вадим Пинский — Матросик
- 2002 — «Двенадцать месяцев» С. Маршака; реж. Жан Мельников — Апрель
- 2003 — «Трагедия о Короле» Шекспира; реж. Жан Мельников — Герольд
- 2003 — «Аккомпаниатор» А. Галина; реж. Жан Мельников — Григорий
- 2004 — «Воскресший и злой» Т. Оглоблина; реж. Жан Мельников — Бард
- 2004 — «В сумерках» А. Дударева; реж. Жан Мельников — Тимон
- 2004 — «Емелино счастье» Владимира Новицкого, Романа Сефа; реж. Жан Мельников — Емеля
- 2004 — «Се-ля-ви, или Мужской род, единственное число» Жан-Жака Брикера и Мориса Ласега; реж. Жан Мельников — Луи Ламар
- 2005 — «Фальшивая монета» М. Горького; реж. Борис Клюев — Глинкин
- 2005 — «Слишком женатый таксист» Р. Куни; реж. Жан Мельников — Стенли Поуни
- 2005 — «Последний герой» А. Марданя; реж. Жан Мельников — Виталий
- 2006 — «Эти свободные бабочки» Л. Герша; реж. Александр Голубенко — Дональд Бейкер
- 2008 — «На всякого мудреца довольно простоты» А. Островского; реж. Жан Мельников — Егор Дмитрич Глумов[4]
- 2009 — «Мир дому твоему» по «Тевье-молочнику» Шолом-Алейхема; реж. Жан Мельников — Менахем
- 2014 — «Иные духом» А. Калиниченко; реж. Жан Мельников — Тарас Шевченко[5]

## Фильмография
- 2003 — Дикий табун — Владимир Гривцов, фотокорреспондент
- 2014 — Пляж — Андрей, сёрфер
- 2016 — Inside Out — Jeck, Lawyer
- 2016 — The Funeral Director — Mourner
- 2016 — Певица — Гинеколог в Голландии
- 2016 — Дедушка — Денис, художник
- 2017 — Пёс 4 — Артур, всадник без головы
- 2003 — Donbass — Репортер
- 2018 — Опер по вызову — Андрей, Глава организации «Анархия»
- 2019 — Мавки — Скляр, экстрасенс, лектор

## Признание и награды
- 2001 — Лауреат высшей театральной награды Приднепровья «Сичеславна» в номинации «Лучшая мужская роль» за роль Григория в спектакле «Аккомпаниатор» А. Галина[6]
- 2008 — Лауреат второго всеукраинского фестиваля академических театров «Данаприс» в номинации «Лучший актерский ансамбль» за роль Тимона в спектакле «В сумерках» А. Дударева[7]
- 2009 — Победитель высшей театральной награды Приднепровья «Сичеславна» в номинации «Гран-При» за роль Егора Глумова в спектакле «На всякого мудреца довольно простоты» А. Островского[8]
- 2010 — Лауреат высшей театральной награды Приднепровья «Сичеславна» в номинации «Лучшая мужская роль второго плана» за роль Менахема в спектакле «Мир дому твоему» Шолом-Алейхема[9]
- 2010 — Почётная грамота Министерства культуры Украины за весомый личный вклад в создание духовных ценностей и высокое профессиональное мастерство
- 2013 — Заслуженный артист Украины[1]